# Нефтепродукты

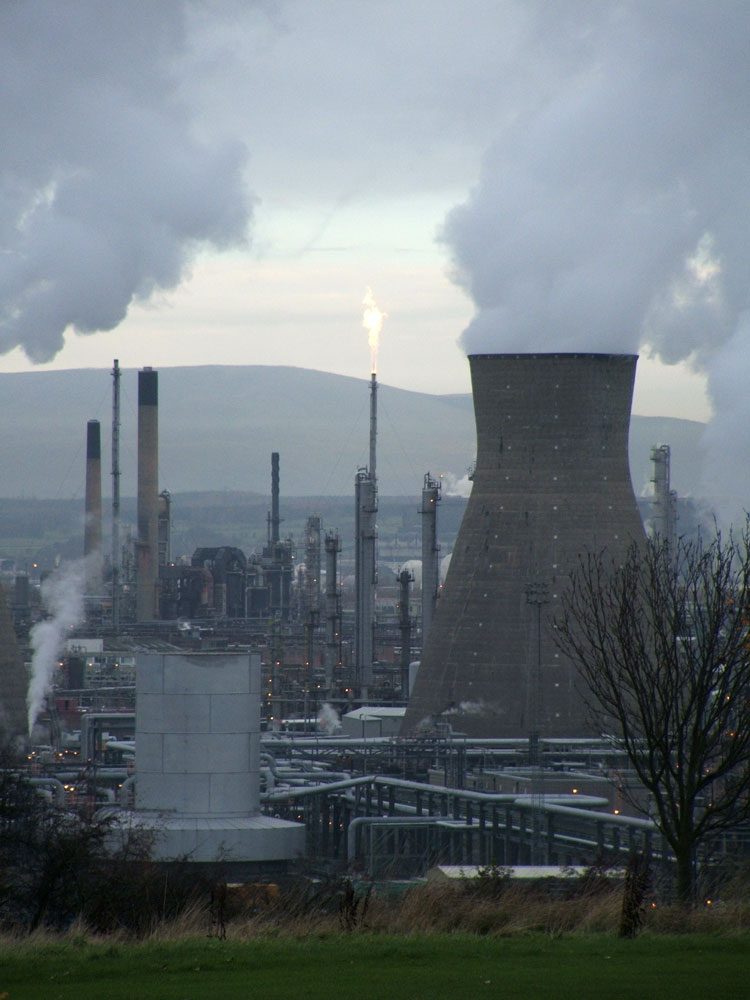
Нефтеперерабатывающий завод в Грейнджмуте, Шотландия.

Нефтепроду́кты — смеси углеводородов, а также индивидуальные химические соединения, получаемые из нефти и нефтяных газов. К нефтепродуктам относятся различные виды топлива (бензин, дизельное топливо, керосин и др.), смазочные материалы, электроизоляционные среды, растворители, нефтехимическое сырьё. 

## Классификация
- Сжиженные углеводородные газы (СУГ)
- Лигроин
- Бензин
- Дизельное топливо
- Керосин
- Мазут
- Остаточные нефтяные топлива
- Прочие нефтепродукты
- Нефтяные масла
- Гудрон
- Прямогон
- Газоконденсат
- Битум

## Производство
Нефтепродукты получаются в результате химического процесса — перегонки нефти, от которой при разных температурах отделяются вещества (отгоны) в парообразном состоянии. Перегонка нефти может осуществляться, например, при помощи ректификационной колонны.

## Транспортировка
Нефтепродукты транспортируют наливом и затаренные.
Наливом транспортируют следующие продукты:
- Сжиженные углеводородные газы, такие как смеси пропан-бутана в специализированных вагонах-цистернах под давлением.
- Автомобильный бензин, дизельное топливо и авиационный керосин перевозят железнодорожным, трубопроводным, автомобильным и водным транспортом, а также смешанными видами транспорта. Трубопроводы, осуществляющие транспортировку нефтепродуктов, называют также продуктопроводами. В РФ оператором основных продуктопроводов является ОАО АК Транснефтепродукт.
- Нафта и остаточные нефтяные топлива в основном транспортируют железнодорожным и водным транспортом.

В таре транспортируют, например Смазочные масла.

## Рынки нефтепродуктов
Различают внутренний и внешний (экспортный) рынки нефтепродуктов. На экспорт из РФ в основном поставляют мазут, дизельное топливо и нафту. Основные объёмы автомобильных бензинов потребляют на внутреннем рынке.